# كريس إيتون (تنس)
كريس إيتون (بالإنجليزية: Chris Eaton)‏ مواليد 27 نوفمبر 1987 في غلدفورد، سري، إنجلترا، هو لاعب كرة مضرب بريطاني بدأ مسيرته كمحترف سنة 2007 يلعب باليد اليمنى. أعلى تصنيف له في الفردي كان المركز الـ 317 في سنة 2009. أثناء مسيرته كناشئ خسر في بطولة ويمبلدون 2004 أمام دونالد يانج 1–6, 5–7.

## روابط خارجية
- كريس إيتون على موقع رابطة محترفي التنس (الإنجليزية)
- كريس إيتون على موقع الاتحاد الدولي لكرة المضرب (الإنجليزية)
- كريس إيتون على موقع كأس ديفيز (الإنجليزية)
- كريس إيتون على موقع خلاصة التنس.كوم (الإنجليزية)
- كريس إيتون على موقع إي إس بي إن.كوم (الإنجليزية)